# Felipe Sánchez Román (ministro)
Felipe Sánchez Román (Valladolid, 20 de agosto de 1850-Madrid, 13 de enero de 1916) fue un abogado y político español, ministro de Estado durante el reinado de Alfonso XIII .

## Biografía
Nacido el 20 de agosto de 1850 en Valladolid, fue catedrático de Derecho Civil en las Universidades de Madrid y Granada, representando a esta sería elegido senador en 1893 siendo miembro del Partido Liberal, escaño que ocuparía hasta que en 1902 fue designado senador vitalicio. El 8 de octubre de 1897 fue nombrado, a propuesta del ministro de Gracia y Justicia Alejandro Groizard Gómez de la Serna, subsecretario del Ministerio de Gracia y Justicia al constituirse un Gobierno de Práxedes Mateo Sagasta. Mantuvo dicho cargo hasta el 4 de marzo de 1899. Compatibilizó dicho cargo con el de fiscal del Tribunal Supremo, pues fue nombrado de dicho cargo el 21 de octubre de 1897.
Ejerció de ministro de Estado entre el 23 de junio y el 31 de octubre de 1905 en un gobierno presidido por Montero Ríos. Años después, en 1908, fue nombrado Consejero de Estado, a propuesta del Presidente del Consejo de Ministros Antonio Maura. Asimismo fue miembro de la Real Academia de Ciencias Morales y Políticas.
Falleció el 13 de enero de 1916 en Madrid. a las diez de la mañana. La prensa publicó que arrastraba un catarro complicado finalmente con una insuficiencia cardíaca. El cadáver se llevó a la Estación del Norte con destino a Valladolid, donde fue enterrado en el panteón de ciudadanos ilustres a petición de la corporación municipal. Abría el cortejo el jefe del Consejo de Ministros, conde de Romanones, los titulares de Instrucción Pública y de Gracia y Justicia, el hijo Felipe, el amigo y cuñado Rafael de Ureña y Guillermo Rolland, vicepresidente del Senado. Los estudiantes de “Derecho Civil” acudieron en masa, tras el estandarte de la facultad.
Su hijo Felipe fue un significado dirigente republicano durante la Segunda República.